# Милан Павков
Мілан Павков (серб. Milan Pavkov / Милан Павков, нар. 9 лютого 1994, Новий Сад) — сербський футболіст, нападник клубу «Чукарички».

## Ігрова кар'єра
Вихованець клубу «Новий Сад», в академію якого потрапив у віці 9 років і пройшов усі вікові категорії. Втім за першу команду так і не дебютував і 2012 року на сезон був відданий в оренду в клуб «Младост» з міста Бачки-Петровац, що грав у четвертому за рівнем дивізіоні Сербії. Після закінчення сезону 2012/13 «Новий Сад» вилетів до нижчого дивізіону, а Павков залишив свій рідний клуб вільним агентом, так і не зігравши за нього жодного матчу.
Згодом з 2013 по 2015 рік грав у складі команди «ЧСК Пивара» з Ліги Воєводина, третього за рівнем дивізіону країни, де у сезоні 2014/15 забив 18 голів і таким чином став найкращим бомбардиром у тому сезоні, а команда зайняла перше місце в таблиці і підвищилась у класі на наступний сезон. Того ж року брав участь з командою Воєводини у Кубку регіонів УЄФА.
Влітку 2015 року перейшов у клуб вищого дивізіону, «Воєводину». Він дебютував у сербській Суперлізі в матчі проти «Младості» (Лучані), який відбувся 9 серпня 2015 року, але основним гравцем так і не став, тому 2 червня 2016 року контракт за взаємною згодою було розірвано. До цього моменту Милан відіграв за команду з Нового Сада 15 матчів у всіх турнірах, в тому числі одну гру в Лізі Європи, таким чином дебютувавши у єврокубках.
4 липня 2016 року Павков підписав трирічний контракт з «Радничками» (Ниш), де відразу став основним гравцем через що вже на початку 2017 року його за 300 тис. євро придбала «Црвена Звезда». У столичній команді Милан дебютував 18 лютого 2017 року, замінивши Дам'єна Ле Таллека на 85-й хвилині матчу проти «Нового Пазара», але пропустив решту сезону через травму і більше в тому сезоні за першу команду не зіграв. На початку наступного був відданий в оренду назад в «Раднички» (Ниш). Там у сезоні 2017/18 Павков забив 23 голи у 33 матчах, ставши другим бомбардиром чемпіонату після Александара Пешича.
Влітку 2018 року Павков повернувся в «Црвену Звезду», де мав замінити Пешича, що саме покинув клуб. 6 листопада 2018 року він забив два голи у матчі 4-го туру групового етапу Ліги чемпіонів проти «Ліверпуля», принісши своїй команді історичну перемогу 2:0. Станом на 16 грудня 2021 року відіграв за белградську команду 88 матчів в національному чемпіонаті.
| Дата      | Місто      | Господарі | Результат | Гості  | Турнір           | Голи | Примітки  |
| --------- | ---------- | --------- | --------- | ------ | ---------------- | ---- | --------- |
| 20-3-2019 | Вольфсбург | Німеччина | 1 – 1     | Сербія | товариський матч | -    | 70' 90+3' |
| Усього    |            | Матчів    | 1         |        | Голів            | 0    |           |

## Досягнення
- Чемпіон Сербії (4):

«Црвена Звезда»: 2018-19, 2019-20, 2020-21, 2021-22
- Володар Кубка Сербії (2):

«Црвена Звезда»: 2020-21, 2021-22